# کامبرلند هاوث پارک
کامبرلند هاوث پارک (به انگلیسی: Cumberland House Provincial Park) یک منطقهٔ مسکونی در کانادا است که در کامبرلند هاوث واقع شده‌است.